# Ofici de Tenebres
L'Ofici de Tenebres (anomenat també Fasos i en llatí Officium Tenebrerum) és un ritu litúrgic celebrat durant la Setmana Santa que consisteix en el rés de totes les litúrgies de les hores en una sola celebració, feta o bé a punta d'alba del Dijous Sant, el Divendres Sant i el Dissabte Sant o bé com a celebracions de vigília al capvespre dels respectius dies anteriors. Malgrat que actualment gairebé no se celebra degut als canvis que va introduir el Concili Vaticà II, la seva singularitat ha permès que el Vaticà recomani el rés tradicional del ritu adaptat a les normatives actuals.

## El ritu

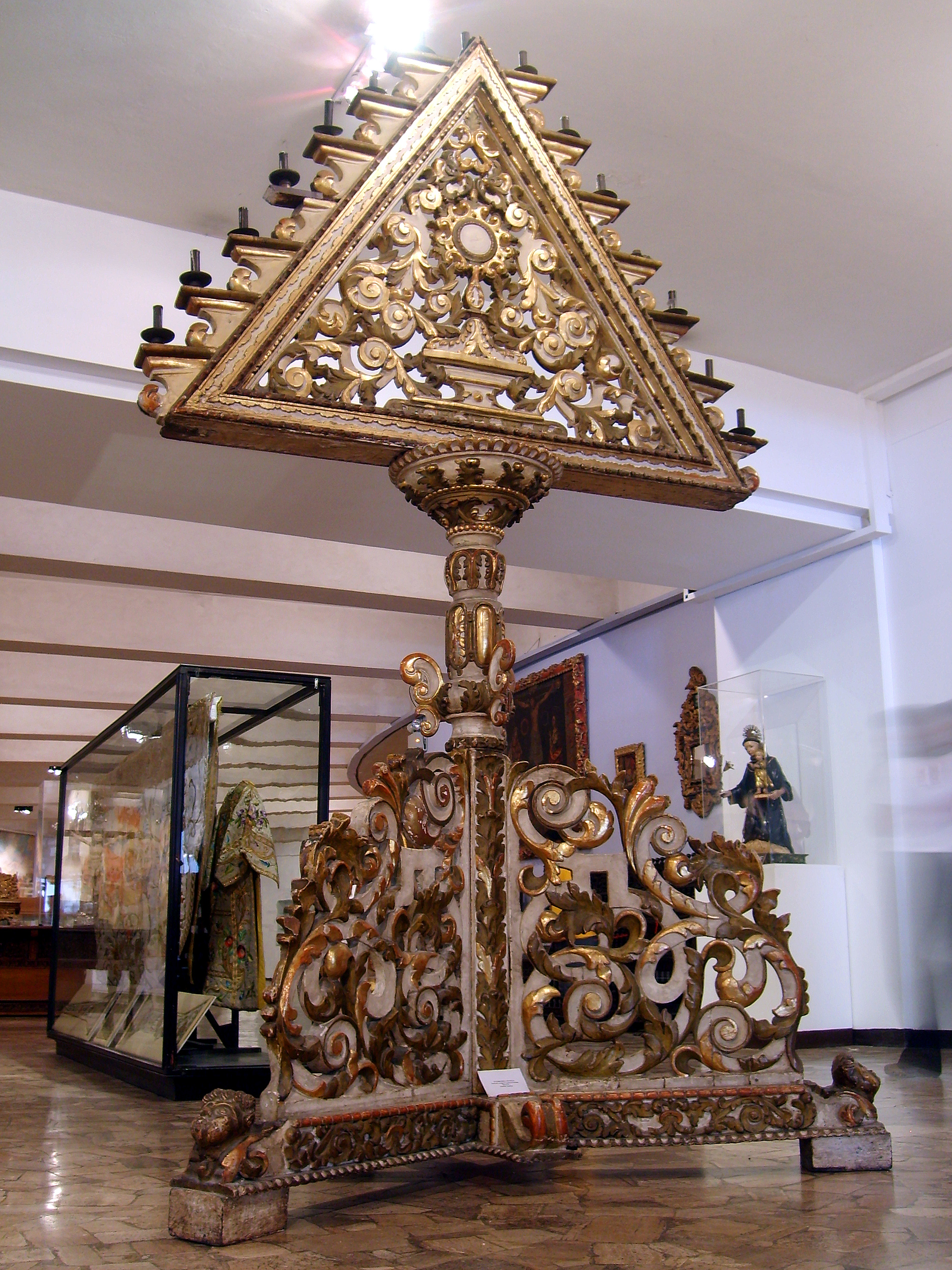
Tenebrari colonial al Museu del Carmen de Maipú, Xile.

Si bé podem afirmar que el ritu té diferents matisos segons la geografia i l'època en què se celebrava el significat i punts comuns eren els mateixos arreu:
L'església romania en penombra, ja que la celebració o bé es feia abans de l'albada o un cop post el Sol. Les úniques fonts d'il·luminació eren uns pocs ciris i les candeles del tenebrari, les quals eren apagades progressivament mentre avançava l'ofici.
L'estructura de la celebració seguia un ordre que es repetia fins a acabar la lectura dels catorze salms que corresponen a les oracions de les matines i laudes juntes del Dijous, Divendres i Dissabte Sant. Després de la lectura de cada salm es cantava una antífona o un responsori de caràcter lúgubre i trist extret de textos del mateix salm o d'altres fragments dels Evangelis. Un cop acabat el cant un encarregat apagava un ciri del tenebrari.
Un cop finalitzada la lectura dels catorze salms, l'oficiant agafava l'últim ciri i l'amagava sota l'altar, de manera que tota l'església quedava completament a les fosques. En aquell moment s'hi duien a terme els anomenats fasos. Finalment, tornava a alçar el ciri i el deixava de nou al cim del tenebrari moment en què regnava un silenci i foscor gairebé totals al temple.
Sense ritus de comiat ni benedicció els fidels abandonaven l'església en silenci.

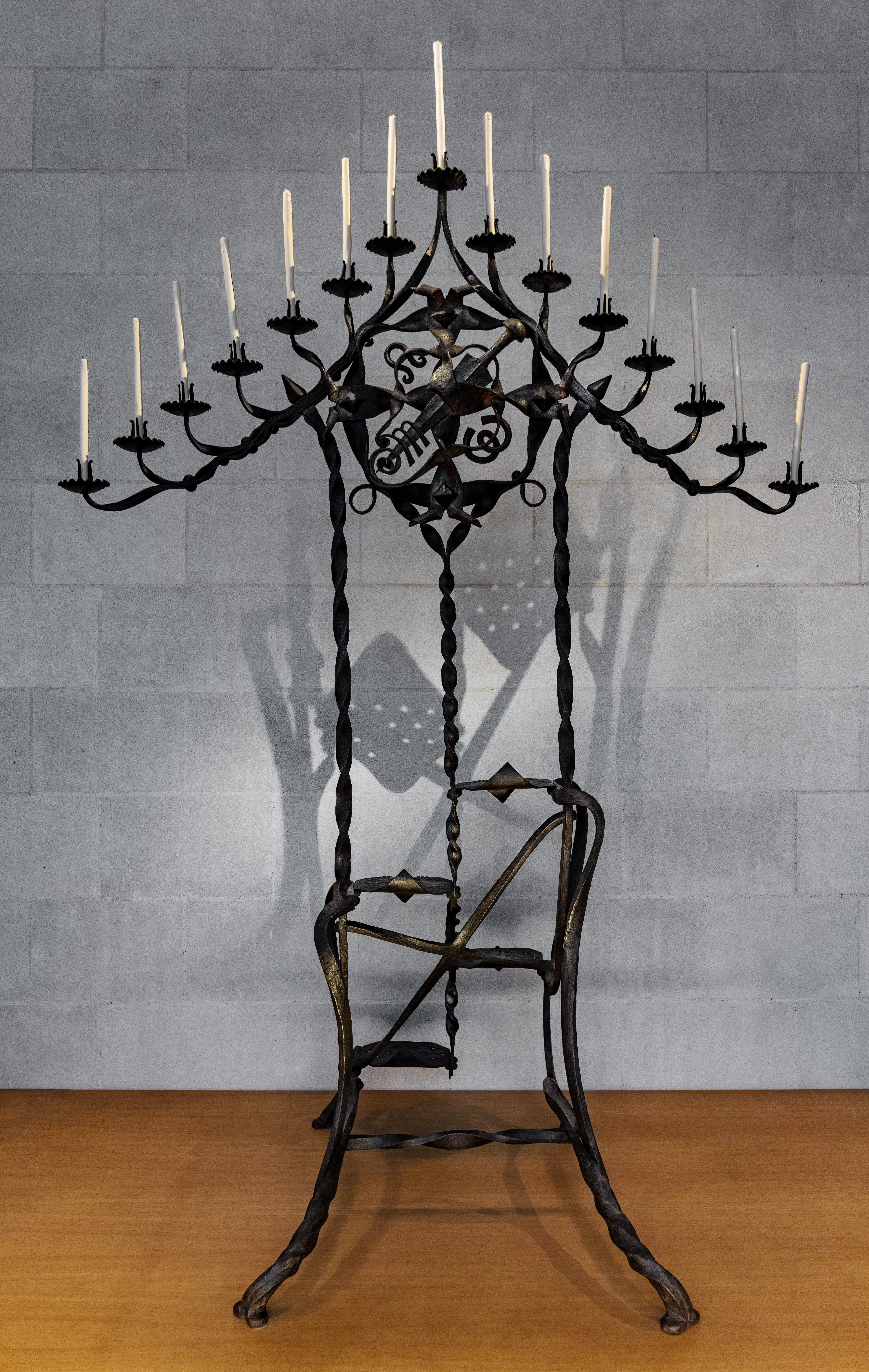
Sagrada Família. Museu (tenebrari dissenyat per Gaudí)

### El Tenebrari
Un tenebrari és un canelobre de forma triangular amb quinze espelmes (catorze grogues i, la més alta, blanca), disposades escalonadament, que es van apagant progressivament durant la celebració de l'Ofici de Tenebres. El Tenebrari se solia situar al centre de l'altar major de l'església.
Hi ha testimonis que el canelobre triangular per a l'Ofici de Tenebres ja es feia servir al segle vii, ja que s'esmenta en un ordo d'aquella època publicat per Jean Mabillon; el nombre d'espelmes ha variat en diferents èpoques i llocs; Amalario de Metz parla de vint-i-quatre espelmes i d'altres usaven tenebraris de trenta, dotze, nou i fins i tot set espelmes. Cap a 1912 el tenebrari estava fet per sostenir-ne quinze espelmes que, segons el Caeremoniale Episcoporum (II, XXII, 4), havien de ser de cera sense blanquejar, encara que en algunes esglésies es feia servir una espelma blanca en el vèrtex del triangle. Durant el servei cada espelma s'apagava al final de cada salm alternativament en cada costat del canelobre començant amb la més baixa. Com hi ha nou salms en les matines i cinc en les laudes, només es deixa encesa l'espelma més alta del triangle després d'haver cantat tots els salms.
Simbolitza el dia de la mort de Jesucrist en la Creu. Les quinze espelmes representen els onze apòstols, les tres Maries i la Verge Maria, és a dir, aquells que van acompanyar a Jesús el dia simbolitzat. El triangle mateix simbolitza la Santíssima Trinitat; per a alguns, l'espelma més alta representa Crist, mentre que d'altres afirmen que és la Santíssima Mare de Déu, l'única que va creure en la Resurrecció, i l'extinció gradual de les altres té a veure amb la fe minvant d'apòstols i deixebles.

### Els fasos

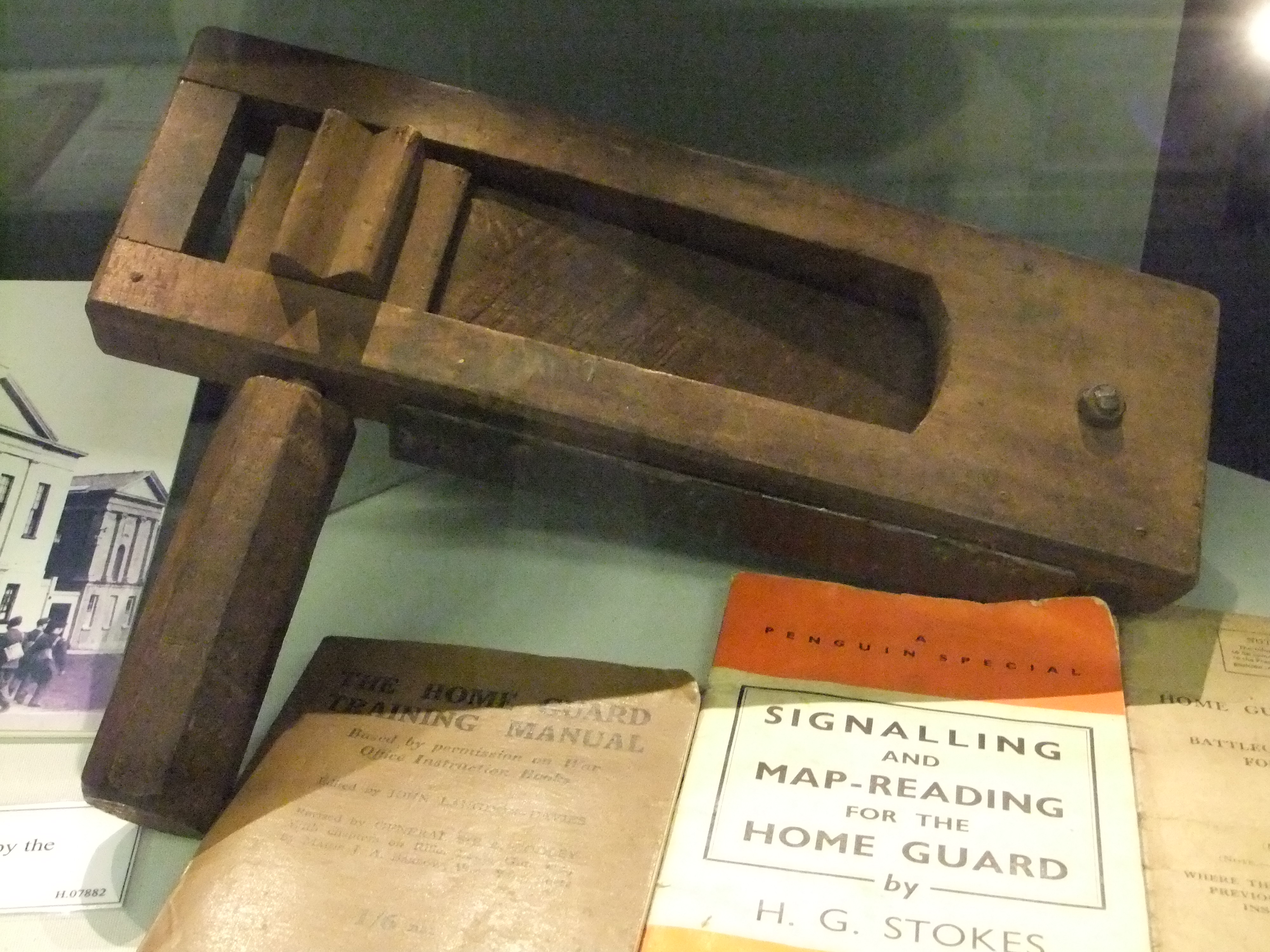
Una carraca, instrument habitual per fer soroll durant els fasos

Els fasos (també anomenat antigament per la gent "Anar a matar a jueus") era el moment en què tothom, quan el president de la celebració amagava el darrer ciri del tenebrari darrere l'altar, començava a emetre sons forts i secs amb tota mena de carraques i matraques o picant als bancs de fusta amb els peus que acabava sobtadament quan tornava a mostrar-lo als fidels. Aquest gest tenia un significat plàstic molt clar d'allò descrit als Evangelis: Jesucrist, la llum del món, mor i per això s'amaga l'espelma. Els sorolls dels fasos representen el moment de dolor i caos que regna al món quan aquest fet succeeix i, a més, intenten emular el terratrèmol que descriuen els escrits. Quan torna a la vida reapareix la llum i, per això, el caos cessa.
S'anomenava també Anar a matar jueus perquè el soroll que feia la gent simbolitzava el rebombori que feien els jueus en demanar la mort de Crist humiliant-lo.